# Caterina Bonvicini
Caterina Bonvicini (Firenze, 27 novembre 1974) è una scrittrice italiana.

## Biografia
Vive e lavora fra Roma e Milano; è cresciuta a Bologna dove si è laureata in Lettere Moderne all'Università di Bologna. Dal 1999 al 2006 ha vissuto a Torino, dove ha lavorato per la casa editrice Einaudi.
Dal 2012 al 2016 ha collaborato con Il Fatto Quotidiano. E per alcuni anni con Robinson, La Repubblica. Dal 2016 collabora con L’Espresso.
Ha pubblicato con Einaudi i romanzi Penelope per gioco (2000) (Premio Letterario Edoardo Kihlgren, premio Città di Penne, premio Rapallo-Carige opera prima), Di corsa (2003) Premio Fiesole Narrativa Under 40. e la raccolta di racconti I figli degli altri (2006).
Con il romanzo L'equilibrio degli squali, pubblicato da Garzanti nel 2008 e ripubblicato con Oscar Mondadori nel 2018, vince nello stesso anno il Premio Rapallo Carige per la donna scrittrice, il Premio Fregene per la narrativa e il Premio letterario Frignano,. Il romanzo viene tradotto in Spagna (Alfaguara, 2009), in Germania ( Fischer Verlag., 2010), in Olanda ( De Geus., 2010), in Turchia ( Renzi Kitabevi., 2010), in Francia ( Gallimard., 2010), dove vince nel 2010 il premio internazionale Grand prix de l'héroïne Madame Figaro, e in Serbia (Vulkan, 2018).
Nel 2010 esce Il sorriso lento ( Garzanti. URL consultato il 24 maggio 2019 (archiviato dall'url originale il 16 novembre 2016).) che nel 2011 è finalista al Premio Bottari Lattes Grinzane e viene tradotto in Francia (Gallimard, 2011) e in Olanda ( De Geus., 2012).
Nel 2014 esce Correva l'anno del nostro amore (Garzanti), tradotto in Francia ( Gallimard., 2016 e nei Folio nel 2018), in Germania ( Fischer Verlage., 2016), negli Stati Uniti (Other Press, 2021) e in Bulgaria (Lemur, 2022).
Nel 2016 pubblica Tutte le donne di (Garzanti), tradotto in Francia ( Galllimard., 2020 e nel Folio 2022) e in Repubblica Ceca (Grada, 2021).
Nel 2018 pubblica per Mondadori un noir, Fancy Red (Premio Letterario Basilicata) tradotto in Germania (btb Verlag , 2020).
Dal 2018 si occupa del Mediterraneo, imbarcandosi sulle navi ONG: a bordo della Mare Jonio di Mediterranea nel 2018 e 2019, della Ocean Viking di  Sos Méditerranée e Medici Senza Frontiere nel 2020 e della Geo Barents di Medici Senza Frontiere nel 2022. Nel 2022 pubblica per Einaudi  Mediterraneo. A bordo delle navi umanitarie. ( con un saggio e le fotografie di Valerio Nicolosi ).
Nel 2024 pubblica Molto molto tanto bene (Einaudi).
Ha scritto anche due romanzi per ragazzi, Uno due tre liberi tutti!, illustrato da Allegra Agliardi, pubblicato da Feltrinelli nel 2006 e In bocca al bruco, pubblicato da Salani nel 2011. Insieme a Alberto Garlini nel 2015 ha pubblicato il saggio L'arte di raccontare ( Nottetempo.). Nel 2021 ha curato l'antologia Le ferite (Einaudi), per i 50 anni di Medici Senza Frontiere i cui proventi sono interamente devoluti a MSF.

## Opere
- Penelope per gioco, Einaudi, 2000.
- Di corsa, Einaudi, 2003.
- I figli degli altri, Einaudi, 2006.
- Uno due tre liberi tutti!, Feltrinelli, 2006.
- L'equilibrio degli squali, Garzanti, 2008; Mondadori, 2018.
- Il sorriso lento, Garzanti, 2010; Einaudi, 2024.
- In bocca al bruco, Salani, 2011.
- Correva l'anno del nostro amore, Garzanti, 2014.
- L'arte di raccontare, Nottetempo, 2015.
- Tutte le donne di, Garzanti, 2016.
- Fancy red, Mondadori, 2018. Premio Letterario Basilicata[5]
- Mediterraneo. A bordo delle navi umanitarie (con un saggio e le fotografie di Valerio Nicolosi), Einaudi, 2022.
- Molto molto tanto bene, Einaudi, 2024.